# Слагалица
Слагалица је врста игре у којој је задатак од више делова сложити тражени облик, у две или три димензије. Делови могу бити истих или различитих облика, који се на одређени начин међусобно уклапају.
У игри може учествовати више играча. Слика која треба да се добије као резултат обично се добије на омоту кутије са деловима слагалице. Играчи могу одлучити да ли ће састављати слагалицу гледајући у слику или на тежи начин без гледања.
Слагалице се често дају млађој деци као вид забаве, а уједно и као вежба за развој њихових способности од раних дана.